# میهای استویکیتسا
می‌های استویکیتسا (رومانیایی: Mihai Stoichiță؛ زادهٔ ۱۰ مهٔ ۱۹۵۴) یک بازیکن فوتبال و مربی فوتبال اهل رومانی است.
وی همچنین در تیم ملی فوتبال زیر ۲۱ سال رومانی بازی کرده‌است.
از باشگاه‌هایی که در آن مربیگری کرده‌است می‌توان به باشگاه فوتبال دینامو بخارست، باشگاه فوتبال استوا بخارست، باشگاه فوتبال شریف تیراسپول، آنکاراگوچو، پیونیک، باشگاه فوتبال آریس لیماسول، باشگاه ورزشی السالمیه کویت باشگاه ورزشی لیماسول، باشگاه فوتبال شریف تیراسپول و باشگاه فوتبال پترولول پلویشت اشاره کرد. وی همچنین مربیگری تیم‌های ملی ارمنستان، پاناما، کویت را نیز بر عهده داشت.